# 圣利斯
圣利斯（法語：Saint-Lys，法語發音：[sɛ̃ lis]）是法国上加龙省的一个市镇，属于米雷区。

## 地理
圣利斯（43°30'51"N, 1°10'39"E）面积21.3 平方千米，位于法国奧克西塔尼大區上加龙省，该省份为法国西南部内陆省份，西南端与西班牙接壤，自此顺时针与上比利牛斯省、热尔省、塔恩-加龙省、塔恩省、奥德省和阿列日省接壤。
与圣利斯接壤的市镇（或旧市镇、城区）包括：丰特尼耶、丰索尔布、拉马斯凯尔、赛盖德、滨河圣克拉尔、圣富瓦-德佩罗利耶尔、塞斯、康贝尔纳。

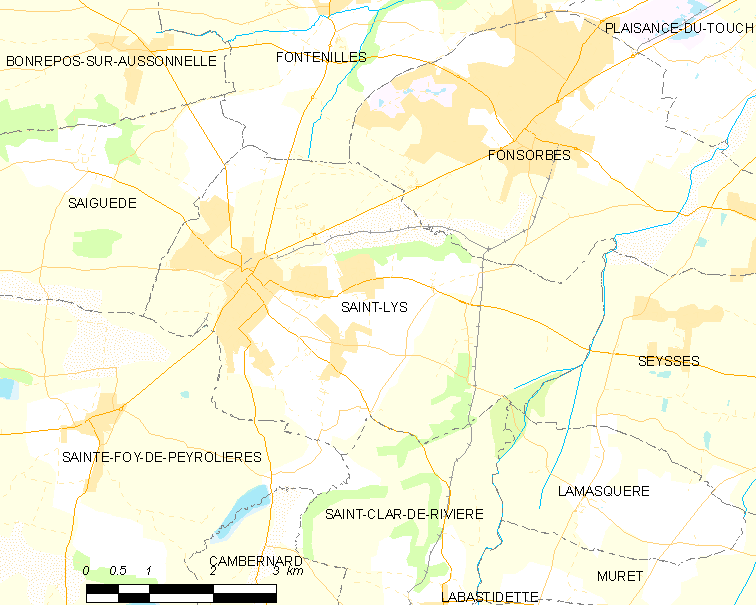
圣利斯的OSM定位图

圣利斯的时区为UTC+01:00、UTC+02:00（夏令时）。

## 行政
圣利斯的邮政编码为31470，INSEE市镇编码为31499。

## 政治
圣利斯所属的省级选区为图什河畔普莱桑斯县。

## 人口

1962-2008年间圣利斯人口变化图示

圣利斯于2022年1月1日时的人口数量为9776人。